# Бовэй, Алван
Алван Бовэй (Alvan Earle Bovay; 12 июля 1818 — 13 января 1903) — основатель Республиканской партии США.

## Биография
Родился в городе Адамс (Нью-Йорк). Окончил университет Норвич, где он также получил военную подготовку. По окончании обучения изучал математику и языки в ряде учебных заведений в Осуиго и Гленс Фолс, а также в военном колледже в городе Бристол штата Пенсильвания. В июле 1846 года был принят в коллегию адвокатов города Ютика (Нью-Йорк). Занимался юридической практикой в Нью-Йорке, одновременно преподавая математику в Институте коммерции.

### Создание Республиканской партии
Четыре года спустя переехал с семьей в город Рипон, штат Висконсин. Рипон был на тот момент небольшим, основанным год назад, городком в тринадцать домов. Здесь Алвен Бовэй открыл юридический кабинет и стал заметным и уважаемым членом общества городка. Внося свой вклад в развитие города, участвовал в создании местного колледжа, одно из зданий которого и по сей день носит название «Бове Холл», открытии местной школы.
Городок рос, и его население пополняли много новых жителей из разных слоёв общества, превращая город в очаг политической жизни. Большинство переселенцев принадлежали Партии вигов и Партии свободной земли (США). Жаркие дискуссии в почтовом офисе или магазине города, ведущую роль в которых играл Алвен Бовэй, были характерной чертой жизни города.
В начале 1852 года Бовэй призвал к созданию новой партии, чтобы прекратить рабовладение. Встретившись в Нью-Йорке с Хорсом Грили, редактором газеты партии вигов «Нью-Йорк трибюн», Бовэй изложил ему идею создания Республиканской партии, что с восторгом было принято Грили.
В 1854 году, в связи с обсуждением конгрессом Закона Канзас-Небраска, Бовэй, 36-летний член Партии вигов, предложил собраться вечером 28 февраля в местной церкви. Было принято решение, что в случае принятия закона, они выходят из партий и создают новую для решения одной единственной проблемы — рабства.
9 марта 1854 года произошёл инцидент, усиливший решимость собравшихся: беглый раб по имени Гловер из штата Миссури был пойман на окраине городка Расин по ордеру окружного суда и доставлен в тюрьму города Милуоки. Граждане города штурмом взяли тюрьму и вызволили раба.
После того, как Конгресс принял скандальный законопроект, вечером 20 марта в здании местной школы Бовэй и ещё 16 участников — бывшие виги, свободоземцы и демократы — приняли решение объединиться в борьбе с рабовладением и официально объявили о создании Республиканской партии.
Бовэй говорил, что выбрал для названия это слово, потому что он было синонимом слова равенство. Кроме того, это было сделано из уважения к исторической традиции: ранее Томас Джефферсон выбрал это слово для включения в название своей партии. Хорс Грили же сделал имя Республиканской партии национально известным.

### Дальнейшая деятельность
После избрания Авраама Линкольна президентом, Алван Бовэй был избран от республиканцев членом Законодательного Собрания штата Висконсин.
Во время Гражданской войны в США служил добровольцем в чине майора в 19-м добровольческом пехотном полку Висконсина.
После окончания войны занимался юридической практикой.
Умер 13 января 1903 год в возрасте 84 лет в городе Санта-Моника.